# Albert Termote

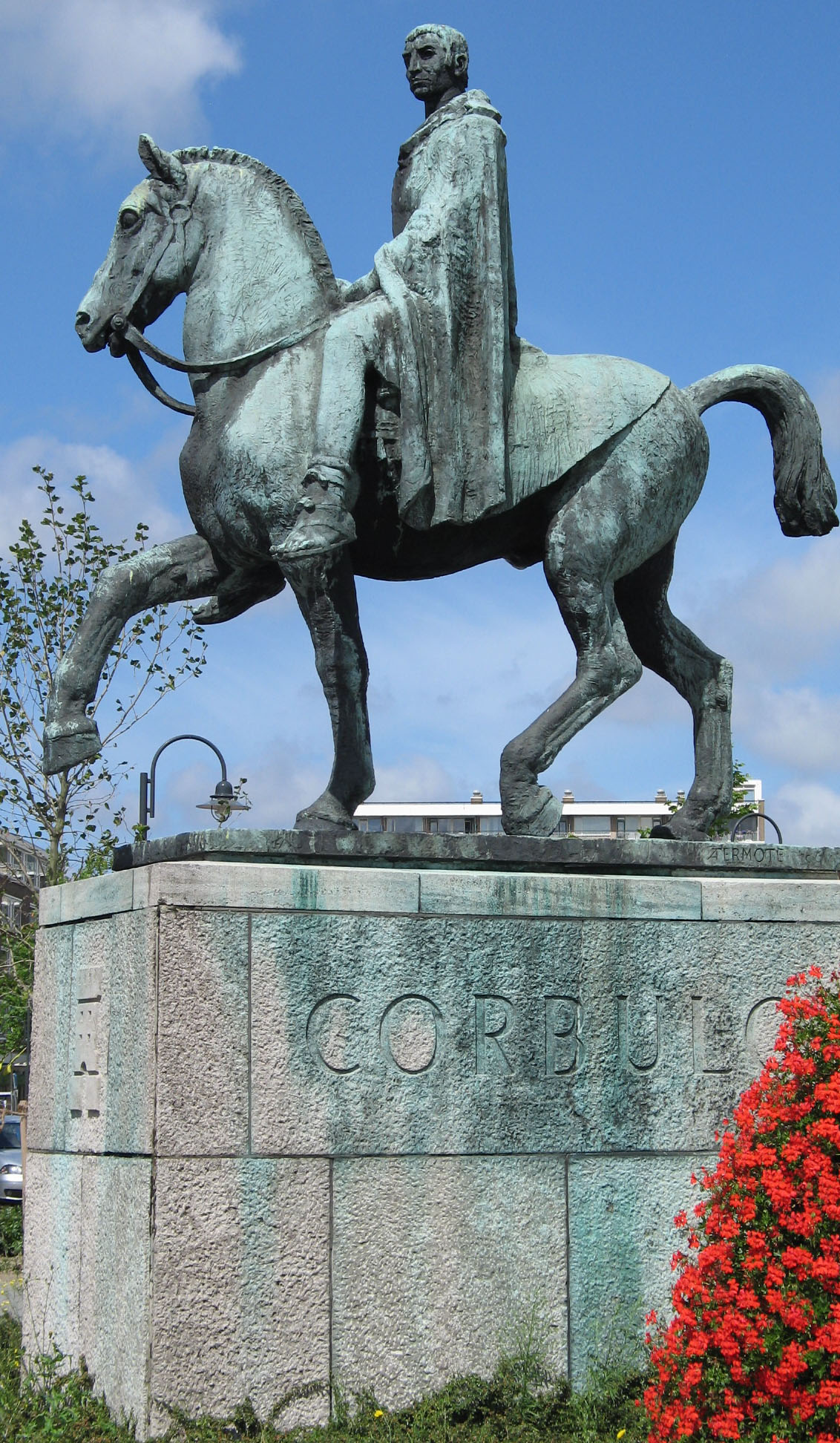
Ruiterstandbeeld Corbulo, Koningin Julianaplein (Voorburg)

Albertus Polydorus (Albert) Termote (Lichtervelde, 30 maart 1887 – Voorburg, 13 april 1978) was een Belgisch/Nederlands beeldhouwer.
Aan het begin van de Eerste Wereldoorlog vluchtte Termote naar Engeland. In 1915 trok hij naar Nederland. In 1922 verhuisde hij naar Voorburg, waar hij de rest van zijn leven zou blijven. Hij werd lid van Pulchri Studio in Den Haag. Door de vele tentoonstellingen van Pulchri Studio verwierf hij landelijke bekendheid. Hij kreeg veel opdrachten, waaronder het radiomonument in Eindhoven. In 1972 werd hij door omstandigheden gedwongen minder te werken, maar hij bleef tot zijn dood doorgaan met kleiner werk.
Termote is vooral bekend door zijn vier levensgrote, bronzen ruiterstandbeelden. Ook maakte hij penningen, herdenkingsmonumenten en portretbusten, maar het grootste deel van zijn oeuvre omvat religieuze beelden. Termotes werken zijn vooral te vinden in de openbare ruimte en in talrijke kerken. Het Rijksmuseum en het beeldenpark van het Kröller-Müller Museum bezitten werken van Termote, maar de meeste zijn te zien in het Voorburgse Museum Swaensteyn. Termote wordt gerekend tot de Nieuwe Haagse School.

## Biografie

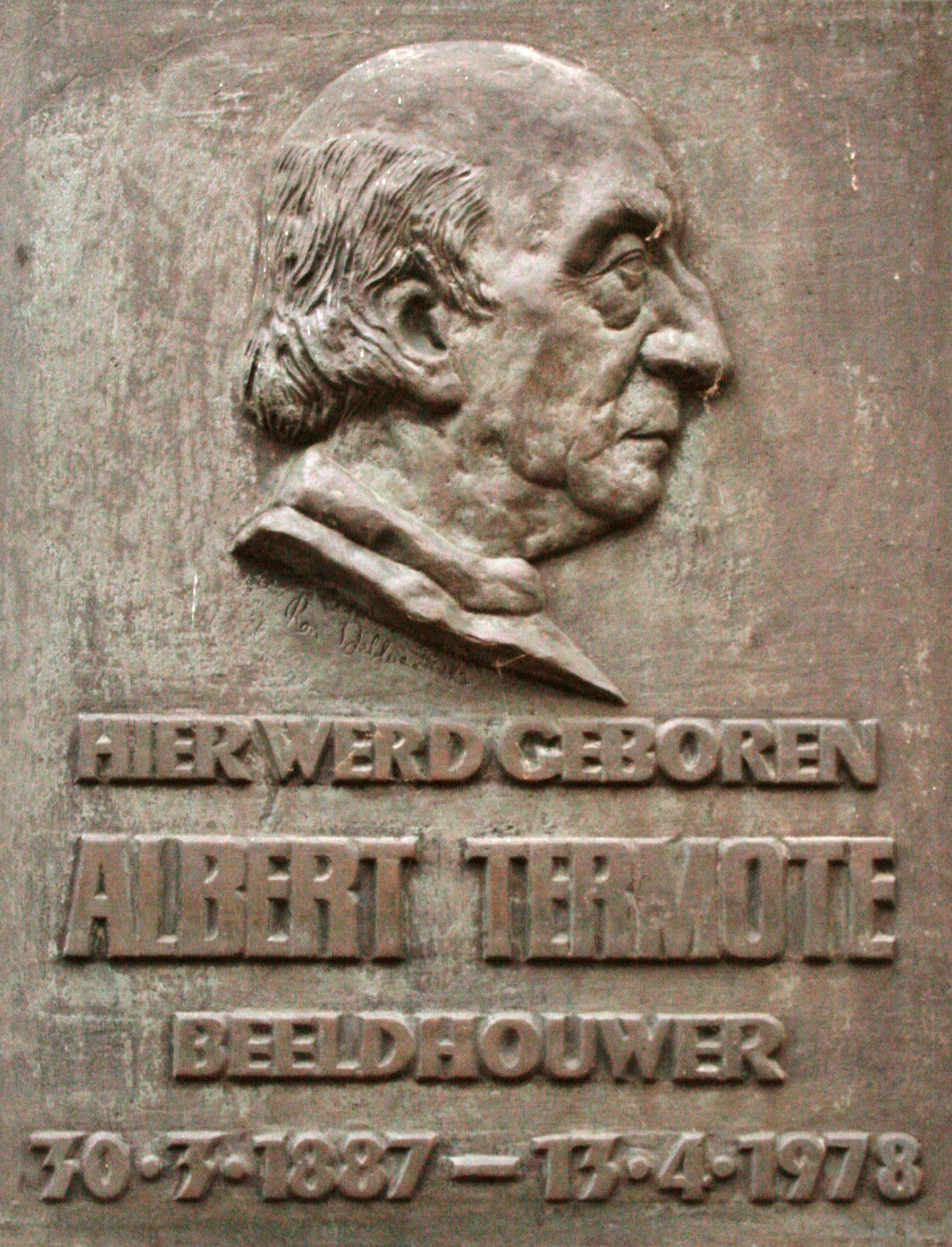
Op 30 maart 1887 wordt Albert Termote geboren in de latere Cinema De Keizer. Deze bronzen herdenkingsplaat aan de voorgevel verwijst hiernaar. Honderd jaar later, op 29 maart 1987 herdachten familie, politici en heemkundigen zijn honderdste verjaardag voor en in zijn geboortehuis. Ron Deblaere ontwierp het, net zoals het herdenkingsplakaat. De plechtigheid was een samenwerking tussen het gemeentebestuur, de culturele raad en de heemkring. In datzelfde jaar liep in Voorburg een retrospectieve over Termote.

### België
Albert Termote werd geboren in Lichtervelde (West-Vlaanderen) op 30 maart 1887 in de herberg De Keizer in de Neerstraat. Zijn vader Fredericus was schrijnwerker en zijn moeder, Lucia Elisabeth Dewaele, herbergierster. De familie verhuisde al snel naar een andere herberg: De Nieuwe Keizer in de Beverenstraat. Daar leerde Termote de houtsnijkunst van zijn vader. Die was "een fijne meubelmaker, een man van het vak die zijn gewrochten een eigen stijl gaf; een begaafde, die het gebruikte materiaal kende en beheerste en met vaste hand het gereedschap wist te hanteren om voorwerpen te vormen zoals hij ze wilde", aldus een chroniqueur. Van vader Termote zouden nog meubels en een gesculpteerde schoorsteenmantel bewaard zijn. Een andere leermeester was de schilder Amand Goddyn.
Nadat de familie Termote naar Gent verhuisde, studeerde Albert van 1904 tot 1906 aan het Hoger Instituut voor Architectuur en Sierkunst en daarna volgde hij een avondopleiding aan de Koninklijke Academie voor Schone Kunsten (1907-1914). Aan het einde van de opleiding werd aan Termote de gouden medaille uitgereikt. Hij werkte destijds onder George Minne.

### Nederland

#### Eerste Wereldoorlog en de vlucht naar Engeland en Amsterdam
In 1914, bij het uitbreken van de Eerste Wereldoorlog, vluchtte Termote naar Engeland. Hier vond hij werk in een lijkkistenfabriek. Een jaar later kwam hij als vluchteling in Amsterdam terecht. In Amsterdam studeerde hij tot 1918 aan de Rijksacademie van beeldende kunsten, onder leiding van Jan Bronner.

#### Volendamse periode
In 1918 vestigde Termote zich in Volendam, in pension Veldhuizen aan de Edammerweg. Hier begon hij met het maken van kleine palmhouten beeldjes voor de verkoop aan toeristen. Ook vervaardigde hij kinderkopjes en realistische karakterportretten, veelal van Volendammers. Zijn eerste officiële opdracht was het vervaardigen van een portretbuste van de Leidse filosoof professor Bolland in 1919. In dat jaar huwde hij de schilderes en pastelliste Lucia Maria (Lucie) Léonard (1889-1979); Léonard was net als Termote tijdens de Eerste Wereldoorlog naar Nederland gevlucht. Samen betrokken ze in 1920 een woning aan de Berend Demmerstraat. Samen met Wilm Wouters hield hij in april 1922 zijn eerste tentoonstelling in Rotterdam in Kunstzaal Unger & Van Mens.

#### Definitieve vestiging in Voorburg
Uiteindelijk vestigde hij zich in augustus 1922 in Voorburg op aanraden van kunstschilder Jan Bakker. Deze introduceerde hem in het kunstenaarsgenootschap Pulchri Studio, waarvan hij tot zijn dood lid zou blijven. Zijn werk was te bezichtigen op vele tentoonstellingen van dit kunstenaarsgenootschap. In die eerste jaren in Voorburg gaf hij lessen boetseren en houtsnijden. Begin april 1922 werd zijn zoon Robert Egmond geboren en eind april 1924 zijn dochter Anna Maria.
Omstreeks 1930 namen zijn bekendheid en de waardering voor zijn talent toe. In 1930 ontving hij de opdracht tot het vervaardigen van het radiomonument in Eindhoven en een stroom opdrachten begon. Hij zou vele opdrachten krijgen voor kleine en grotere beelden. In 1932 verwierf hij het Nederlands staatsburgerschap. Hij kreeg in 1951 de Jacob Marisprijs voor beeldhouwen.
Termote was tevens docent aan de Koninklijke Academie in Den Haag. Hij was daar leermeester van onder anderen Lancelot Samson, Leen Blom, Charlotte van Pallandt, Frans Verhaak, Adriaan Bruggeman, Mary Dekkers, Pim van Moorsel, Lidi van Mourik Broekman, Bram Roth en Hilde Brückmann.

#### Bezoek aan zijn geboortedorp
In 1971 bezocht Termote met zijn zoon Robert zijn geboortedorp Lichtervelde. Hij kondigde zijn bezoek niet aan en werd in beperkte kring op het gemeentehuis ontvangen, onder wie de onderwijzer en heemkundige Georges Vandewalle en schepen van cultuur Johan Goddyn. Na een receptie bezocht hij de kerk, die hij maar lelijk gerestaureerd vond, en zijn geboortehuis in de Neerstraat, intussen cinema De Keizer. Het was vooral Georges Vandewalle, een verzamelaar van Lichterveldse objecten en geschriften, die Albert Termote in herinnering bracht in Lichtervelde. De heemkundige kring die onder impuls van Vandewalle in 1964 werd opgericht, wijdde in 1969 een publicatie aan Albert Termote. Nadien viel de kring uiteen tot in 1985.

#### Einde van een loopbaan
Termote werkte tot op zijn 85e levensjaar. Op doktersadvies en vanwege moeilijkheden over de huur besloot hij met het zware beeldhouwwerk te stoppen. Op 13 juli 1972 heeft Termote vele van zijn gipsmodellen, in zijn atelier, aan stukken geslagen. Termote had besloten zich enkel bezig te houden met kleine plastieken in een atelier aan huis.
Kenmerkend voor Termote was de bescheidenheid waarmee hij met zijn bekendheid omging. Illustratief hiervoor is wat hij zei tijdens een tentoonstelling van zijn werken in Museum Swaensteyn van 22 januari 1977 tot 6 maart 1977:
Ik kan haast niet geloven, dat dit allemaal mijn werk is, maar aan de andere kant, weet ik nog precies waar, wanneer en waarom ik de dingen maakte.
In april 1978 werd Termote ernstig ziek; een week later, op 13 april, overleed hij. Op 17 april werd hij gecremeerd. Het laatste beeld waaraan hij werkte was Vrouw van Lot.

### Na zijn dood
Onder impuls van heemkundige kring Karel Van de Poele werd in maart 1987, 100 jaar na zijn geboorte, een bronzen gedenkplaat van kunstenaar Ron Deblaere aan zijn geboortehuis geplaatst.
Van 24 juni tot 2 september 2001 werd er in Museum Swaensteyn een groot deel van het werk van Termote tentoongesteld. 65 werken werden tentoongesteld onder de naam: Albert Termote. Een Vlaamse beeldhouwer in Voorburg.

## Werken van Albert Termote

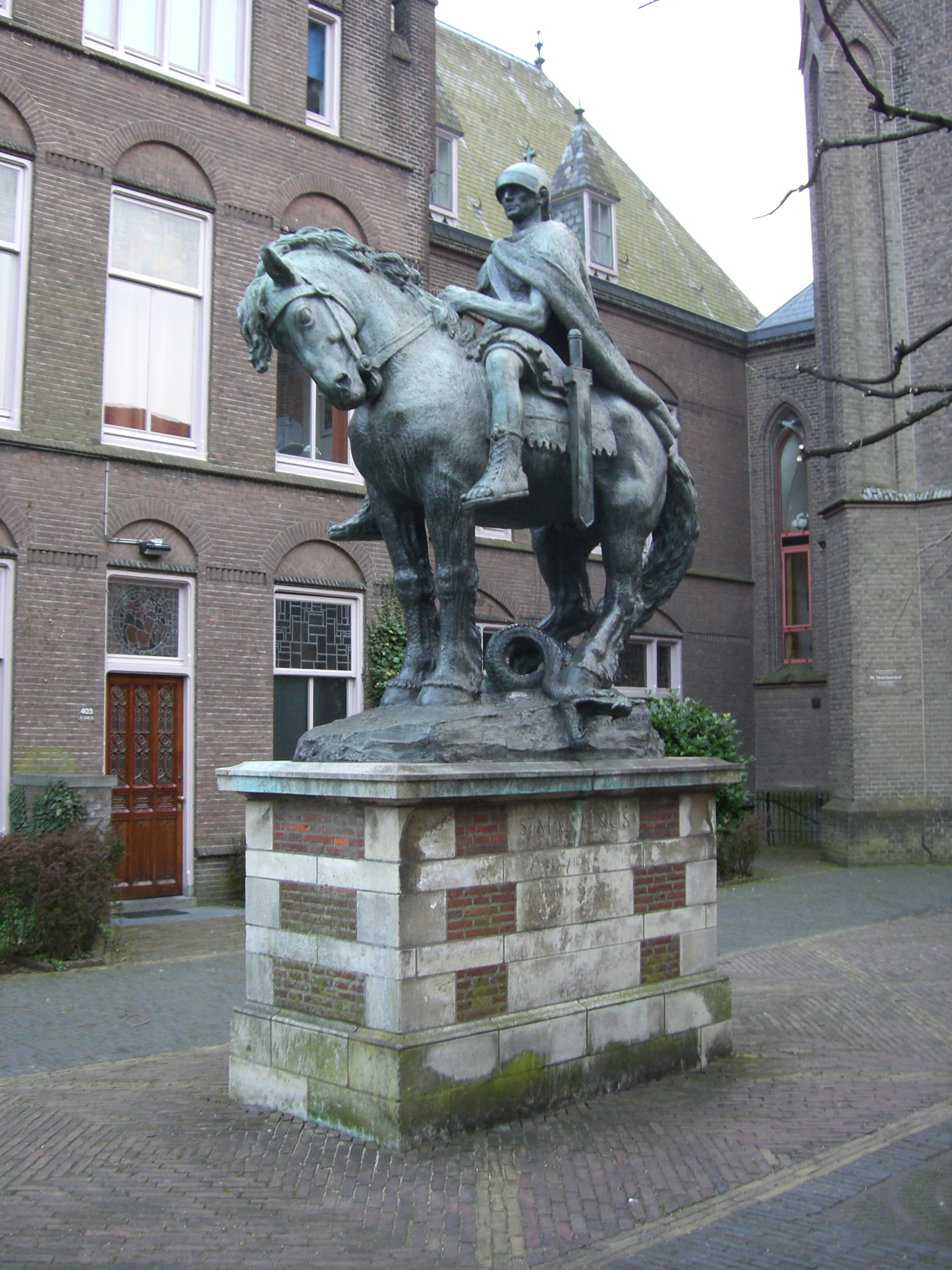
Ruiterstandbeeld van Sint Martinus voor de voormalige Sint-Martinuskerk in Utrecht

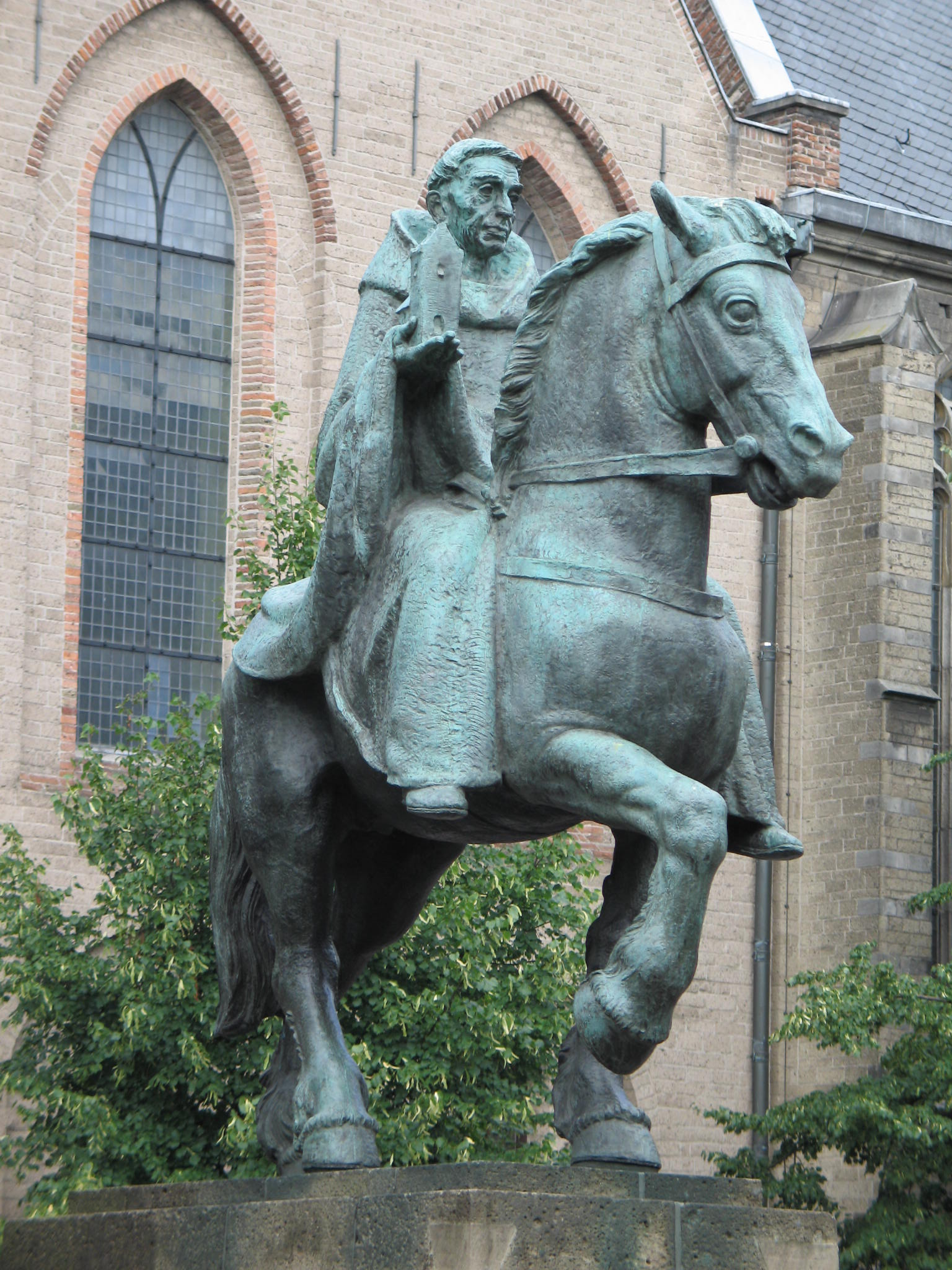
Ruiterstandbeeld Sint Willibrordus op het Janskerkhof in Utrecht

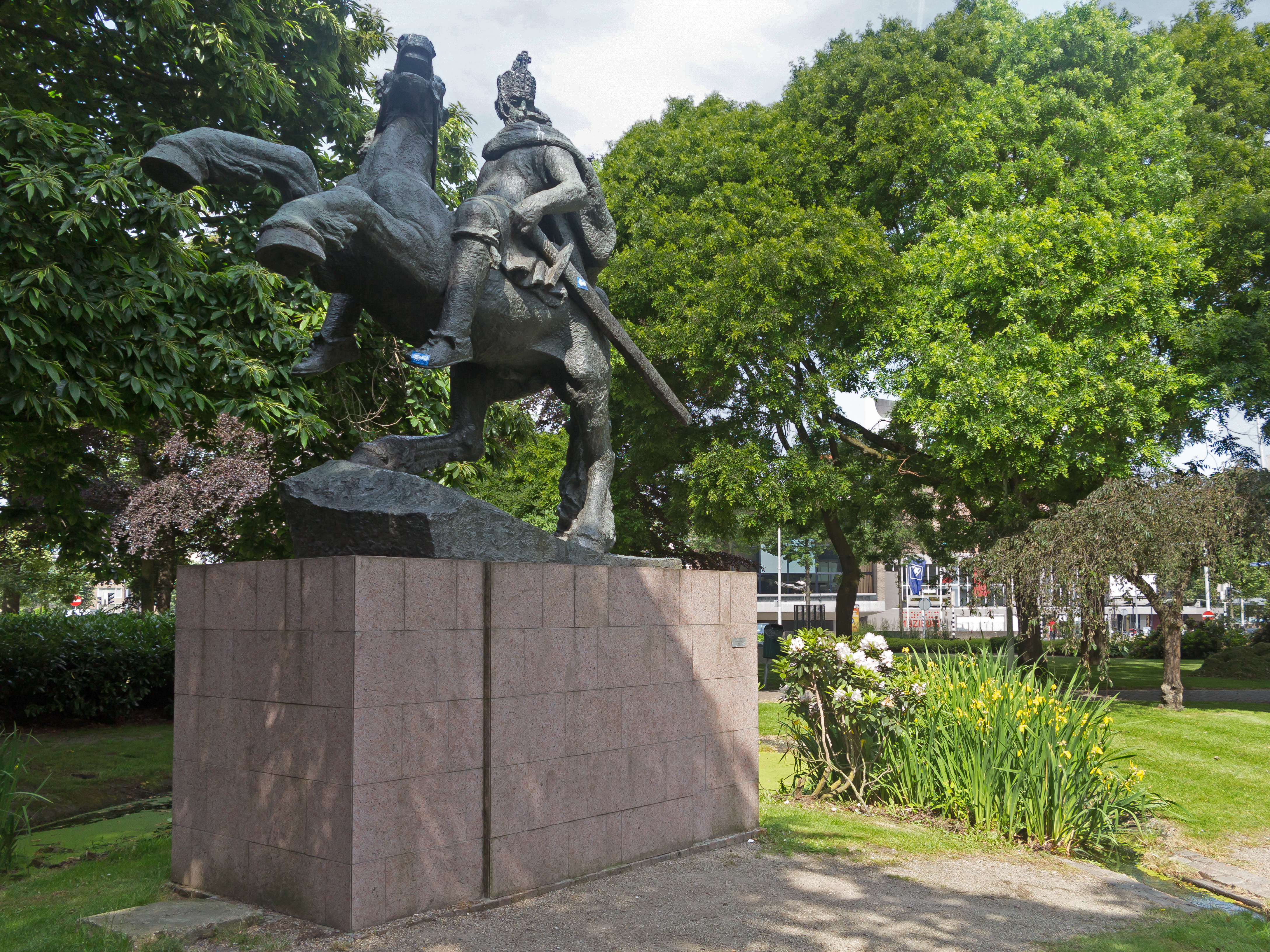
Karel de Grote op paard op het Keizer Karelplein in Nijmegen

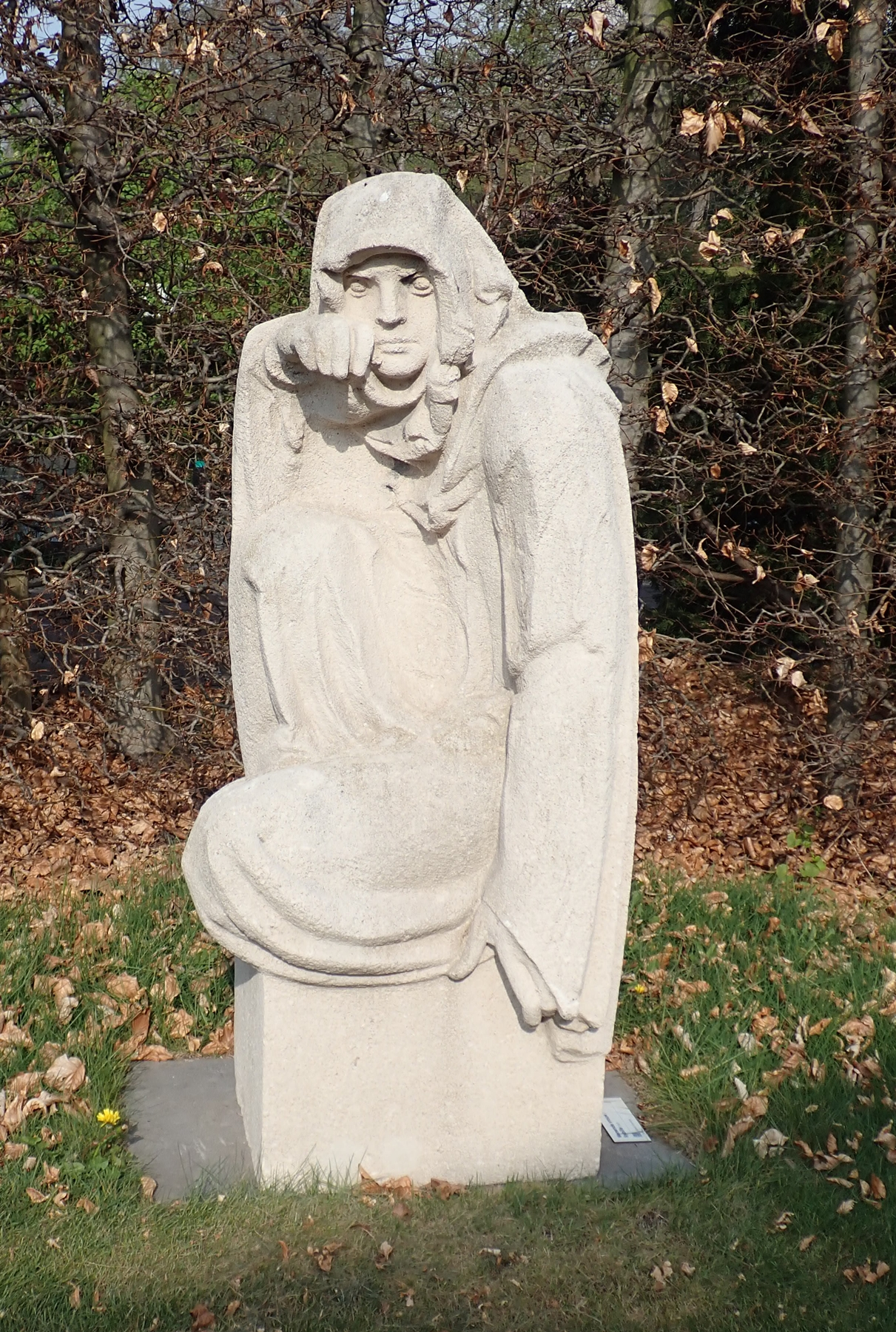
Sybille in Voorburg 1956

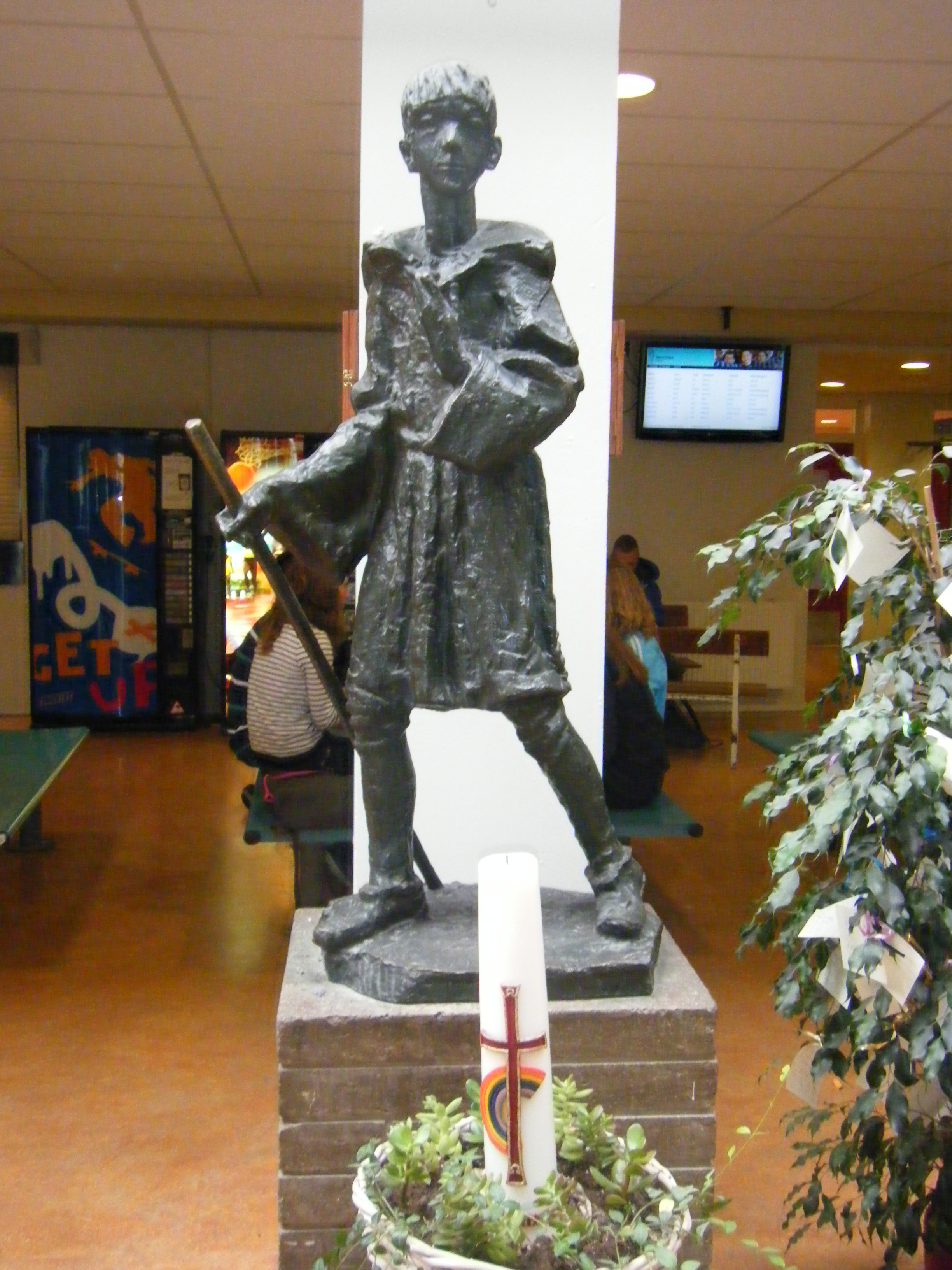
Stanislas in het Stanislascollege in Delft

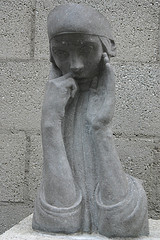
Meisjeskop in het Kröller-Müller Museum

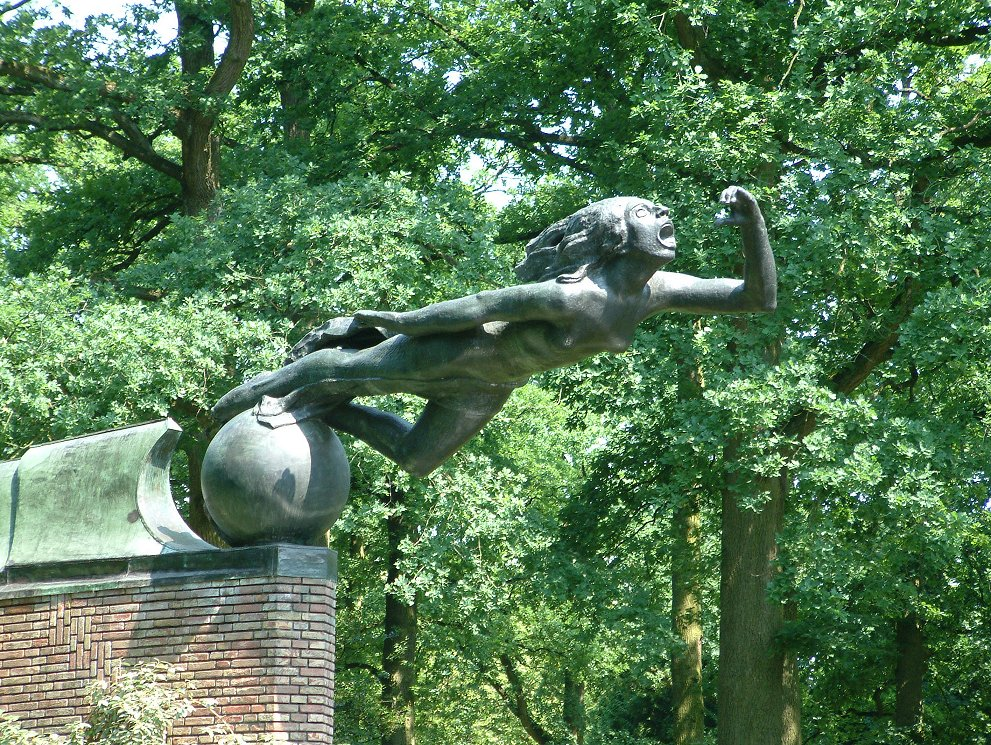
Het radiomonument in het Stadswandelpark in Eindhoven

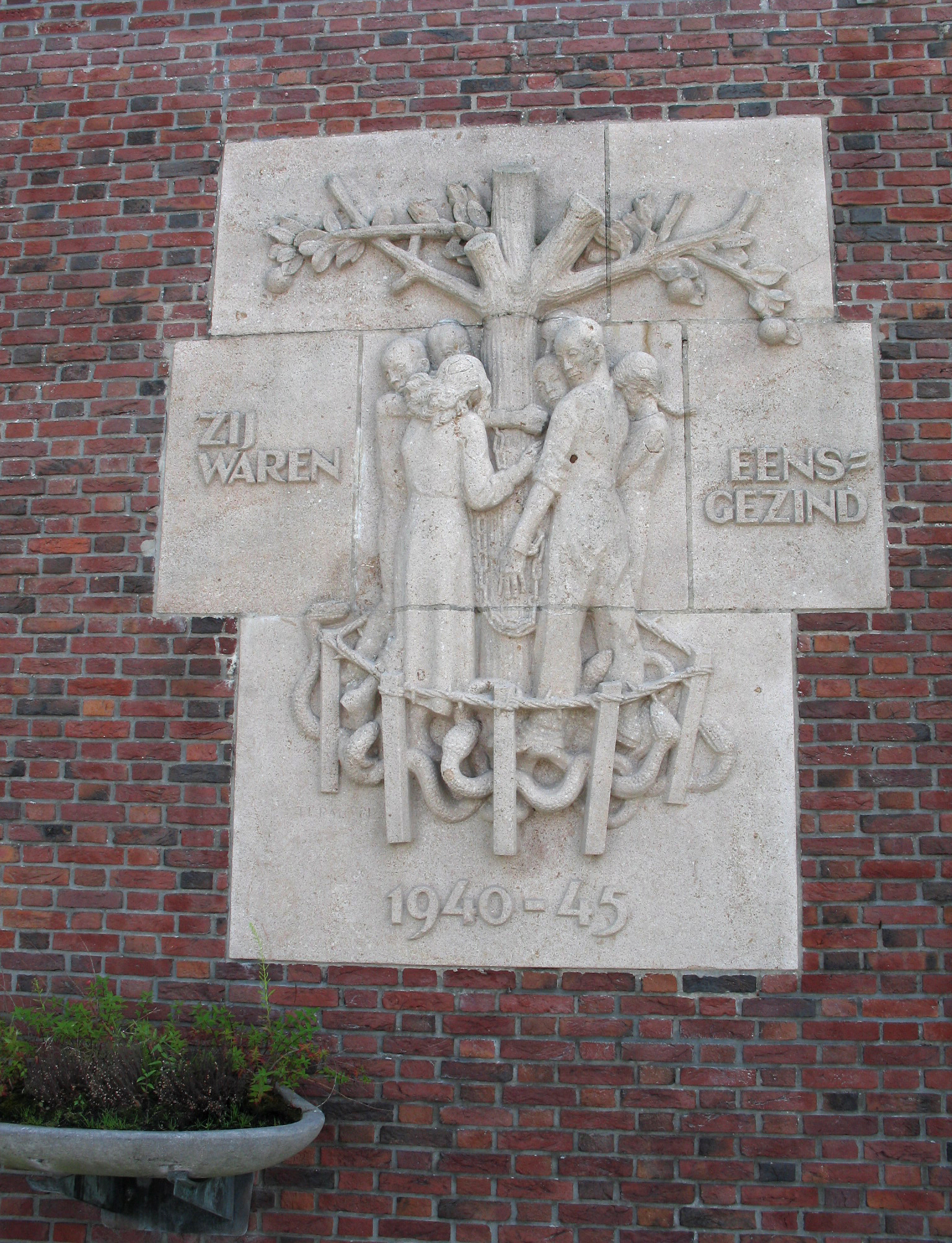
Herdenkingsmonument "Zij waren eensgezind 1940-45" aan de buitenmuur van de Scheveningse Gevangenis, het voormalige Oranjehotel

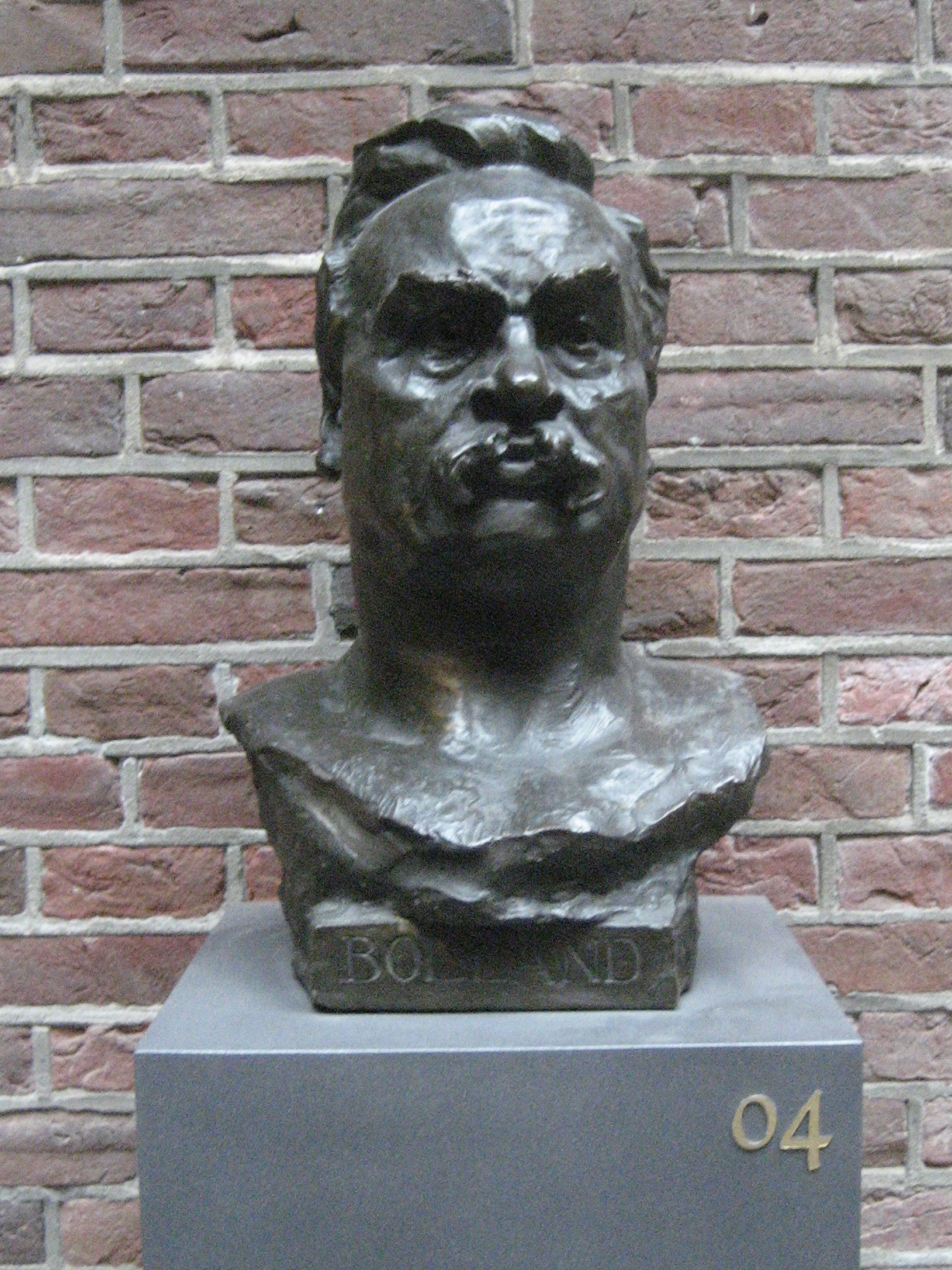
Buste van G.J.P.J. Bolland in Leiden

### Ruiterstandbeelden
Een viertal ruiterstandbeelden van Termote staan in verschillende steden door Nederland verspreid.
- Ruiterstandbeeld Sint Willibrordus (1939-1942), Janskerkhof, Utrecht
- Sint Martinus (1946-1948), de beschermheilige van Utrecht geplaatst voor de voormalige Sint-Martinuskerk, Oudegracht 401, Utrecht
- Ruiterstandbeeld Karel de Grote (1959-1962), Keizer Karelplein, Nijmegen
- Ruiterstandbeeld Corbulo (1961-1962), Koningin Julianaplein, Voorburg

### Religieuze werken
In kerken door heel Nederland kunnen beeldhouwwerken van Termotes hand gevonden worden. Het grootste deel van zijn oeuvre bestaat uit religieuze werken. Hiervoor ontving hij het ridderschap in de Orde van Sint-Gregorius de Grote in de civiele divisie.
- Houten paneel preekstoel (1918), Vredeskerkje, Bergen aan Zee
- Stenen Hoekbeeld van de heilige Dominicus (circa 1933), Sanatorium Berg en Bosch, Bilthoven
- Onze Lieve Vrouwe van Lourdes (circa 1933), Sanatorium Berg en Bosch, Bilthoven
- Stenen Beeld van paus Pius X (1938), Sint-Petruskerk (Leiden)
- Gevelplastiek in reliëf (circa 1939), HH. Anna en Mariakathedraal, Haarlem
- Stenen beeld boven Engelmundusaltaar (zuid transept) (1941), parochiekerk van St. Engelmundus, Velsen
- Beeld van Pancratius (circa 1946), de patroon van de kerk, een Romeins soldaat die in 304 de marteldood stierf, Sassenheim
- Bronzen beeld pastoor H.W. Roes (1951), Deurne
- Kruiswegstaties (1952), Onze Lieve Vrouw van Lourdes, Scheveningen
- Mariamonument (1952), Stationsstraat-Wilhelminasingel, Maastricht
- Madonna op de Gevangenpoort (1954), Lievevrouwestraat, Bergen op Zoom
- Teakhouten St. Jozefbeeld (1957), Mariakerk, Driel
- Eikenhouten beeld van St. Jozef, kathedrale basiliek Sint Jan, 's-Hertogenbosch
- Teakhouten beeld van Sint Bavo (1958), kathedrale basiliek Sint Bavo, Haarlem
- Kerstgroep en kruisweg, Sint Adrianuskerk, Esbeek
- Kruisweg, Sint Jozefkerk, Geldrop
- Bronzen beeld van Christoffel, Sint Jozefkerk, Enschede
- Stenen beeld van Sint Sunniva, ingang van de kapel van het Sint Franciscus Ziekenhuis Florida, Bergen (Noorwegen)

### Standbeelden
- De Goede Herder (1935), Hinthamerstraat 179, 's-Hertogenbosch
- Standbeeld Cornelis van Bijnkershoek (1936-1938), voor het gebouw van de Hoge Raad der Nederlanden aan het Lange Voorhout, Den Haag
- Heilig Hartbeeld met schapen (1937), bij de Sint-Joriskerk,  Stratum (Eindhoven)
- Barmhartige Samaritaan (1938-1940), bij ziekenhuis Sint Antoniushove, destijds in Voorburg, nu Leidschendam
- Stenen Fantasiedieren (1939) op de "Brug der zuchten", Vaillantlaanbrug, Den Haag
- Plaquette De Arbeid (1940), boven de ingang van het Huis van de Arbeid, Oudenoord 340, Utrecht
- Standbeelden van Christiaan Huygens en Johan de Witt (1948), hoofdingang van het gebouw aan de Schiekade 830, Rotterdam
- Bronzen Piëta (1948), R.K. begraafplaats Dijkweg, Naaldwijk
- Bronzen Stephanus (1951), voor de gelijknamige kerk, Berg en Dalseweg, Nijmegen
- Sint Joris en de Draak (1952), Persingen
- Sybille, wenende vrouw (zandsteen), Rodelaan, Oosterbegraafplaats, Voorburg
- Amphitrite, beeldengroep met fontein (1956), oorspronkelijk op het KNSM-eiland, tijdelijk bij Het Scheepvaartmuseum (Amsterdam), sinds 2009 weer terug op het KNSM-eiland
- Stenen beeld van Dirk III (1956), Markt, Vlaardingen
- Sint Bonifacius (1958), Bonifaciushospitaal, Leeuwarden
- Stanislas Kostka (1961), Stanislascollege, Delft

Data onbekend:
- Beelden en ornamenten van het voormalige Rabobankgebouw in de Jacobsstraat (Utrecht). Tegenwoordig maken deze beelden deel uit van de parkeergarage Springhaver aan de Strosteeg.
- Keizerbeelden en de Madonna aan het raadhuis, Nijmegen. Het Mariabeeld werd op 17 augustus 1953 ingewijd.
- Beeldhouwwerk en ontwerp voor reliëf St. Maarten met bedelaar, gevel van de Bibliotheek Utrecht - de voormalige uitbreiding van V&D van architect Jan Kuyt (Reliëf uitgevoerd door Adrianus Johannes Dresmé. In 2002 vervangen door een reconstructie door beeldhouwerij Mooy).

### Portretten
- Frederik E. Termote (1914), vader.
- Mevr. Der Kinderen (1916), bestuurslid van de Belgische Vluchtelingenhulp in Amsterdam.
- Prof. G.J. Bolland (1919), hoogleraar filosofie aan de Universiteit Leiden, in opdracht van het Rijksmuseum (marmer).
- Ir. J. Leeuwenberg (1924), aanbieder van het eerste beeldhouwatelier.
- Lucie Léonard (1926), echtgenote.
- Robert (1929), zoon.
- Mevr. C. Schmidt-Flürscheim (1930).
- Prof mr. T.M.C. Asser (1935), Internationaal jurist en winnaar van de Nobelprijs voor de Vrede, Koninklijke Bibliotheek, Den Haag.
- Prof. dr. J.D. van der Waals (1935), winnaar van de Nobelprijs voor de Natuurkunde, Koninklijke Bibliotheek, Den Haag.
- Ir. M.H. Damme (1936), directeur-generaal van het Staatsbedrijf der PTT.
- Wilhelmina der Nederlanden (1937), staatsieportret S.S. Nieuw Amsterdam.
- Jhr. P.A.J.M. van der Does de Willebois (1938), voormalig burgemeester van 's-Hertogenbosch.
- Dr. H.E. Van Gelder (1941), voormalig directeur van het Haags Gemeentemuseum.
- Mr. S.J.R. de Monchy (1949), voormalig burgemeester van Den Haag.
- Mevr. J.A. Boverhoff (1950), schoondochter.
- Dhr. A.C. Bruyn (1952), voormalig voorzitter van de Katholieke Arbeiders Beweging.
- George Maduro (1952), zoon van de promotor van Madurodam.
- Mgr. J.G. van Schaik (1954), voormalig aartsbisschop-coadjutor.
- Mgr. dr. Th. Goossens (1956), voormalig pauselijk huisprelaat.
- Dhr. J. van der Heem (1957), voormalig directeur van Van der Heem & Bloemsma.
- Mr. J.C.A.M. van de Mortel (1958), voormalig burgemeester van Tilburg, Burgemeester Van de Mortelplein (Tilburg) (brons).
- Dr. J.W. Notenboom (1959), voormalig burgemeester van Voorburg.
- Albert Jan Termote (1960), kleinzoon.
- Ir. Joan Rumold M. Keunen (1964), voormalig hoofdingenieur Dienst Staatstoezicht Spoor- en Tramwegen Nederlands-Indië en oprichter Het Nieuwe Haagsche Lyceum.
- Marc Ruygrok (1971), kleinzoon, zelf beeldhouwer en schilder.
- Robert Termote (1972), kleinzoon.
- Dhr. H.J.M. Bassart (1972), voormalig conservator van Museum Swaensteyn.

### Herdenkingmonumenten
- Bronzen beeld voor Vlaamse vluchtelingen (1923-1924), in het G.J. van Heekpark, Enschede
- Philipsmonument (1928), Emmasingel 29, Eindhoven
- Radiomonument (1930-1935), Alberdingk Thijmlaan, Eindhoven
- Zandstenen ornamenten aan de stenen bank die de bij gelegenheid van het huwelijk van prinses Juliana en prins Bernhard op 7 januari 1937 in het Juliana-Bernhardpark in Voorburg is geplaatst
- Monument voor Henri Bakker (1938), eerste vlieger van het Nederlandse leger, Hekellaan, 's-Hertogenbosch
- Monument veertigjarig jubileum Wilhelmina der Nederlanden (1938), Eindhoven

#### Oorlogsmonumenten 1940-1945
- Oorlogsmonument Wieringerwerf, Granpré Molièrestraat, onthulling: 31 oktober 1946
- Voorburg, plaquette bij het voormalige gemeentehuis, onthulling: 1947
- Oorlogsmonument Schipluiden, Burg. Musquetiersingel 56, onthulling: 3 mei 1950
- Herdenkingsmonument Oranjehotel, aan de buitenmuur van de Scheveningse gevangenis. Op 16 september 1950 onthulde koningin Juliana het beeldhouwwerk 'Zij waren eensgezind 1940-45'
- Willemstad, Curaçao, Nederlandse Antillen, 'Vrouwe des Overvloeds'. Het monument is onthuld op 7 augustus 1953 door prins Bernhard
- Elden, Gedenkteken 1940-1945, Klapstraat, onthulling: 5 mei 1954

### Penningen
- Prof.dr. H.W. Methorst (1931), directeur van het Centraal Bureau voor de Statistiek
- L.F. Duymaer van Twist (1931), luitenant generaal van het Nederlandse leger.
- Mr. J.F. van Royen (1938), algemeen secretaris bij het Staatsbedrijf der PTT.
- Admiraal Maarten Tromp (1941), 350 jaar geleden geboren.
- Dr. W. Bronkhorst (1947), t.g.v. 50-jarig bestaan van Sanatorium Berg en Bosch, Bilthoven.
- Erepenning gemeente Voorburg (1950).
- Herman Johan Doeleman 1884-1948, herdenkingspenning uitgegeven bij het 50jarig bestaan van Zeelandia 1900-1950, waarvan hij de oprichter en eigenaar was.
- Erepenning Academie Beeldende Kunsten en Technische Wetenschappen Rotterdam (1950).
- Dr. W. Drees (1951), minister-president.
- Ir. W.H. van Leeuwen (1952), directeur van de Koninklijke Nederlandse Gist en Spiritusfabriek in Delft.
- Jubileumpenning baggermaatschappij Adriaan Volker, Sliedrecht (1954).
- Annemarie[dode link], kleindochter van Albert Termote.
- Amphitrite-penning (1956), naar aanleiding van het eeuwfeest van deKNSM.
- Ir. Baron Tuyll van Zuylen (1956), voorzitter van het Nederlandse Rode Kruis.
- Prof.dr.ir. F.K. van Iterson (1957), uitvinder van de hyperbolische koeltoren
- Jubileumpenning Koninklijk Instituut voor de Tropen, Amsterdam (1959).
- Martinus te paard (1961), Sint-Maartenscollege, Voorburg.
- Koninklijke zilveren bruiloft koningin Juliana en prins Bernhard (1962), met portretten van het koninklijk paar.
- Karel de Grote te paard (1962), naar aanleiding van de onthulling van het standbeeld in Nijmegen.
- Madurodam (1962).
- Maecenaspenning Pulchri Studio Den Haag (1969).
- Hofwijckprijspenning gemeente Voorburg (1971).
- Bejaardenzorgpenning, Barmhartige Samaritaan in ajour uitvoering (1972).

### Klein werk
- Oude Geert (1919), brons
- Malle Jan (1920), brons
- Gladiator (1921), brons
- Oud mijnpaard (1926), brons
- Paard en wagen (1933), plaquette, woonhuis Vilmos Huszár / villa Koho te Hierden
- Bacchus en het ezeltje (1956)
- Mercurius op de wereldbol (onder arcade van het stadhuis te Vlaardingen) (1956), brons

#### Houtsnijwerken
In zijn Volendamse periode maakte Termote vele uit palmhout gesneden houtsnijwerken voor dagjesmensen die Volendam bezochten.
- Berusting (1919), ebbenhout
- Lucie Termote (1920)
- Koes (1920)
- Robert Termote (1929)
- Kossie Bruun, oftewel Klaas Schout (Volendams Museum)

## Musea
In de volgende museale collecties is werk van Albert Termote opgenomen:
- Beelden aan Zee, Scheveningen;
- Gemeentemuseum Den Haag, Den Haag;
- Kröller-Müller Museum, Otterlo;
- Museum Kempenland, Eindhoven;
- Rijksmuseum, Amsterdam;
- Museum Swaensteyn, Voorburg;
- Teylers Museum, Haarlem.

## Onderscheidingen
In 1951 won Termote de Jacob Marisprijs voor zijn beeldhouwwerk. In 1959 ontving hij de zilveren erepenning van Voorburg en paus Johannes XXIII sloeg hem tot ridder in de Orde van Gregorius de Grote in de Civiele Klasse voor zijn religieus werk. De Jacob Maris stichting bood Termote vanwege zijn 75e verjaardag in 1962-1963 een eretentoonstelling in het Haags Gemeentemuseum aan. In december 1968 ontving hij van het gemeentebestuur van Nijmegen de naar Keizer Karel genoemde cultuurprijs. Hij werd hij in 1969 benoemd tot erelid van de Pulchri Studio. Termote was ereburger van Voorburg en sinds 26 februari 1960 derde ereburger van Lichtervelde, hij werd ook benoemd tot Officier in de Orde van Oranje-Nassau.

## Albert Termote Prijs
De Albert Termote Prijs is een door de gemeente Voorburg ingestelde prijs, die om de twee jaar werd uitgereikt. In 2004 werd de prijs vervangen door de Aart van den IJssel prijs. De prijs is onder andere uitgereikt aan: Pim van der Maas (1971), Pan Sok (1988), Frits Wielders (1996), Nail Celovic (1998) en Guido Sprenkels (2000).